# آدریان (اورگن)
آدریان (به انگلیسی: Adrian) شهری در شهرستان ملهور ایالت اورگن است و در سرشماری سال ۲۰۱۱ میلادی، ۱۷۷ نفر جمعیت داشته که نسبت به سال ۲۰۱۰، ۱٫۶۹ درصد رشد جمعیت داشته‌است.

## موقعیت جغرافیایی
موقعیت جغرافیایی شهرها و مناطق اطراف به شرح زیر است: